# Lepidium barnebyanum
Lepidium barnebyanum là một loài thực vật có hoa trong họ Cải. Loài này được Reveal mô tả khoa học đầu tiên năm 1967.